# Džal
Džal (Abchazsky:Џьал, gruzínsky ჯალი – Džali) je vesnice v Abcházii v okresu Očamčyra. Nachází se 15 km severně od okresního města Očamčyra. Ve vesnici žije 423 obyvatel, z nichž 91 % jsou Abcházci. V rámci Abcházie má status obecního centra.

## Hranice
Na severu obec hraničí s obcemi Gup a Tchina, na východě s obcí Akuaskia, na jihu s obcí Merkuloj a na západě s obcemi Mokva.

## Demografie
Ve vesnici žilo v roce 2011 423 obyvatel, z nichž 91,7 % jsou Abcházci, 7,1 % Gruzínci a 0,7 % Rusové. První dochované sčítání lidu zde proběhlo v roce 1886, při kterém zde žilo 644 a většina byli Abcházci. V roce 1926 zde žilo 2 852 obyvatel, z nichž 82,0 % byli Abcházci a 11,8 % Gruzínci . V roce 1959 zde žilo 3 570 obyvatel, v roce 1989 zde žilo 3 046 obyvatel (Během éry SSSR byla vesnice vedena společně s okolními vesnicemi takže počty obyvatel nejsou přesné). Po válce v letech 1992–1993 z vesnice odešla většina Gruzínců.